# 포스트모던 문학
포스트모던 문학(Postmodern literature)은 메타픽션, 믿을 수 없는 내레이션, 자기성찰, 상호텍스트성을 사용하는 것이 특징이며 종종 역사적, 정치적 문제를 주제화하는 문학의 한 형태이다. 이러한 스타일의 실험 문학은 1960년대 미국에서 커트 보니것, 토머스 핀천, 윌리엄 개디스, 필립 K. 딕, 캐시 애커 및 존 바스와 같은 작가들의 저술을 통해 강력하게 나타났다. 포스트모더니스트들은 종종 권위에 도전하는데, 이는 이러한 스타일의 문학이 1960년대 정치적 경향의 맥락에서 처음 등장했다는 사실의 징후로 여겨져 왔다. 이러한 영감은 무엇보다도 포스트모던 문학이 자신이 말하는 정치적 문제에 대해 얼마나 자기 성찰적인지를 통해 알 수 있다.
포스트모던 문학의 선구자로는 미겔 데 세르반테스의 돈 키호테(1605~1615), 로렌스 스턴의 트리스트램 샌디의 일생과 의견(1760~1767), 토머스 칼라일의 의상철학(1833~1834), 잭 케루악의 길 위에서(1957) 등이 있다. 특히 1960년대와 1970년대에 두드러졌다. 21세기에도 미국 문학은 포스트아이러니한 데이브 에거스의 A Heartbreaking Work of Staggering Genius(2000), 제니퍼 에간의 깡패단의 방문(A Visit from the Goon Squad, 2011)과 같은 포스트모던 작문의 강력한 흐름을 여전히 특징으로 한다. 그러나 이 작품들은 포스트모던적 형식을 더욱 발전시키기도 한다.
때때로 "포스트모더니즘"이라는 용어는 건축에서부터 역사 이론, 철학 및 영화에 이르기까지 다양한 주제를 논의하는 데 사용된다.

## 같이 보기
- 포스트모더니즘
- 메타픽션